# Liste der amtierenden deutschen Landesverkehrsminister
Landesverkehrsminister leiten in den deutschen Ländern das jeweils für das Verkehrswesen zuständige Landesministerium.
Im Rahmen des kooperativen Föderalismus arbeiten die Verkehrsminister der Länder in der Verkehrsministerkonferenz (VMK) zusammen.
Da die Zuständigkeit für das Verkehrswesen in Rheinland-Pfalz auf zwei Ressorts verteilt ist, gehören der VMK derzeit 17 Personen an, elf Männer und sechs Frauen. Jeweils vier Minister gehören der SPD, den Grünen und den Unionsparteien an, jeweils zwei der FDP und dem BSW. Ein Amtsinhaber ist parteilos.
Die gegenwärtig längste Amtszeit hat Winfried Hermann aus Baden-Württemberg (seit März 2011).
| Land                   | Name                 | Amtsantritt        | Regierung                                    | Partei | Partei    | Bild |
| ---------------------- | -------------------- | ------------------ | -------------------------------------------- | ------ | --------- | ---- |
| Baden-Württemberg      | Winfried Hermann     | 12. Mai 2011       | Kretschmann I Kretschmann II Kretschmann III |        | Grüne     |      |
| Bayern                 | Christian Bernreiter | 23. Februar 2022   | Söder II Söder III                           |        | CSU       |      |
| Berlin                 | Ute Bonde            | 23. Mai 2024       | Wegner                                       |        | CDU       |      |
| Brandenburg            | Detlef Tabbert       | 11. Dezember 2024  | Woidke IV                                    |        | BSW       |      |
| Bremen                 | Özlem Ünsal          | 5. Juli 2023       | Bovenschulte II                              |        | SPD       |      |
| Hamburg                | Anjes Tjarks         | 10. Juni 2020      | Tschentscher II Tschentscher III             |        | Grüne     |      |
| Hessen                 | Kaweh Mansoori       | 18. Januar 2024    | Rhein II                                     |        | SPD       |      |
| Mecklenburg-Vorpommern | Wolfgang Blank       | 11. Dezember 2024  | Schwesig II                                  |        | parteilos |      |
| Niedersachsen          | Grant Hendrik Tonne  | 20. Mai 2025       | Lies                                         |        | SPD       |      |
| Nordrhein-Westfalen    | Oliver Krischer      | 29. Juni 2022      | Wüst II                                      |        | Grüne     |      |
| Rheinland-Pfalz        | Daniela Schmitt      | 18. Mai 2021       | Dreyer III Schweitzer                        |        | FDP       |      |
| Rheinland-Pfalz        | Katrin Eder          | 15. Dezember 2021  | Dreyer III Schweitzer                        |        | Grüne     |      |
| Saarland               | Petra Berg           | 26. April 2022     | Rehlinger                                    |        | SPD       |      |
| Sachsen                | Regina Kraushaar     | 19. Dezember 2024  | Kretschmer III                               |        | CDU       |      |
| Sachsen-Anhalt         | Lydia Hüskens        | 16. September 2021 | Haseloff III                                 |        | FDP       |      |
| Schleswig-Holstein     | Claus Ruhe Madsen    | 29. Juni 2022      | Günther II                                   |        | CDU       |      |
| Thüringen              | Steffen Schütz       | 13. Dezember 2024  | Voigt                                        |        | BSW       |      |